# Archaeopterodactyloidea
Archaeopterodactyloidea (nombre que significa "Pterodactyloidea antiguos") es un clado extinto de pterosaurios pterodactiloides que vivieron desde mediados del Jurásico Superior hasta finales del Cretácico Inferior (etapas del Kimmeridgiense al Albiense) en África, Asia y Europa. Este clado fue denominado por Alexander Wilhelm Armin Kellner en 1996 como el grupo que contiene a Germanodactylus, Pterodactylus, los Ctenochasmatidae y los Gallodactylidae. En 2003, Kellner definió al clado como un taxón basado en nodos consistente en el último ancestro común de Pterodactylus, Ctenochasma y Gallodactylus y todos sus descendientes. Aunque los análisis filogenéticos en que se basó el análisis de David Unwin de 2003 no encontraron un Archaeopterodactyloidea monofilético, los análisis en que se basó Kellner y Brian Andres (2008, 2010, en prensa) han recuperado un Archaeopterodactyloidea monofilético en la base de los Pterodactyloidea.

## Clasificación
A continuación un cladograma mostrando los resultados de un análisis filogenético presentado por Andres y Myers, 2013.
|                   | Ardeadactylus                                                        |
|                   |                                                                      |
| Ctenochasmatoidea | \| \| Gallodactylidae \| \| \| \| \| \| Ctenochasmatidae \| \| \| \| |
|                   | \| \| Gallodactylidae \| \| \| \| \| \| Ctenochasmatidae \| \| \| \| |
|                   | Gallodactylidae                                                      |
|                   |                                                                      |
|                   | Ctenochasmatidae                                                     |
|                   |                                                                      |

|  | Gallodactylidae  |
|  |                  |
|  | Ctenochasmatidae |
|  |                  |

|                   | Ardeadactylus                                                        |
|                   |                                                                      |
| Ctenochasmatoidea | \| \| Gallodactylidae \| \| \| \| \| \| Ctenochasmatidae \| \| \| \| |
|                   | \| \| Gallodactylidae \| \| \| \| \| \| Ctenochasmatidae \| \| \| \| |
|                   | Gallodactylidae                                                      |
|                   |                                                                      |
|                   | Ctenochasmatidae                                                     |
|                   |                                                                      |

|  | Gallodactylidae  |
|  |                  |
|  | Ctenochasmatidae |
|  |                  |

|                   | Ardeadactylus                                                        |
|                   |                                                                      |
| Ctenochasmatoidea | \| \| Gallodactylidae \| \| \| \| \| \| Ctenochasmatidae \| \| \| \| |
|                   | \| \| Gallodactylidae \| \| \| \| \| \| Ctenochasmatidae \| \| \| \| |
|                   | Gallodactylidae                                                      |
|                   |                                                                      |
|                   | Ctenochasmatidae                                                     |
|                   |                                                                      |

|  | Gallodactylidae  |
|  |                  |
|  | Ctenochasmatidae |
|  |                  |

|                   | Ardeadactylus                                                        |
|                   |                                                                      |
| Ctenochasmatoidea | \| \| Gallodactylidae \| \| \| \| \| \| Ctenochasmatidae \| \| \| \| |
|                   | \| \| Gallodactylidae \| \| \| \| \| \| Ctenochasmatidae \| \| \| \| |
|                   | Gallodactylidae                                                      |
|                   |                                                                      |
|                   | Ctenochasmatidae                                                     |
|                   |                                                                      |

|  | Gallodactylidae  |
|  |                  |
|  | Ctenochasmatidae |
|  |                  |